# Euploea tavoyana
Euploea tavoyana är en fjärilsart som beskrevs av Moore 1883. Euploea tavoyana ingår i släktet Euploea och familjen praktfjärilar. Inga underarter finns listade i Catalogue of Life.